# Nikola Stipić
Nikola Stipić (Bihać, 18 de dezembro de 1937) é um ex-futebolista iugoslavo que atuava como meia.

## Carreira
Nikola Stipić fez parte do elenco da Seleção Iugoslava na Copa do Mundo de 1962. 